# Alena americana
Alena americana är en halssländeart som först beskrevs av Carpenter 1959.  Alena americana ingår i släktet Alena och familjen ormhalssländor. Inga underarter finns listade i Catalogue of Life.